# Преполовљени (ТВ филм)
„Преполовљени” је југословенски ТВ филм први пут приказан 18. маја 1987. године. Режирао га је Бранко Митић а сценарио су написали Драгана Бошковић и Предраг Степановић.

## Улоге
| Глумац            | Улога  |
| ----------------- | ------ |
| Александар Берчек |        |
| Соња Кнежевић     |        |
| Јосип Маторић     |        |
| Сузана Петричевић | Бранка |
| Тихомир Станић    |        |